# Mikrobiologie

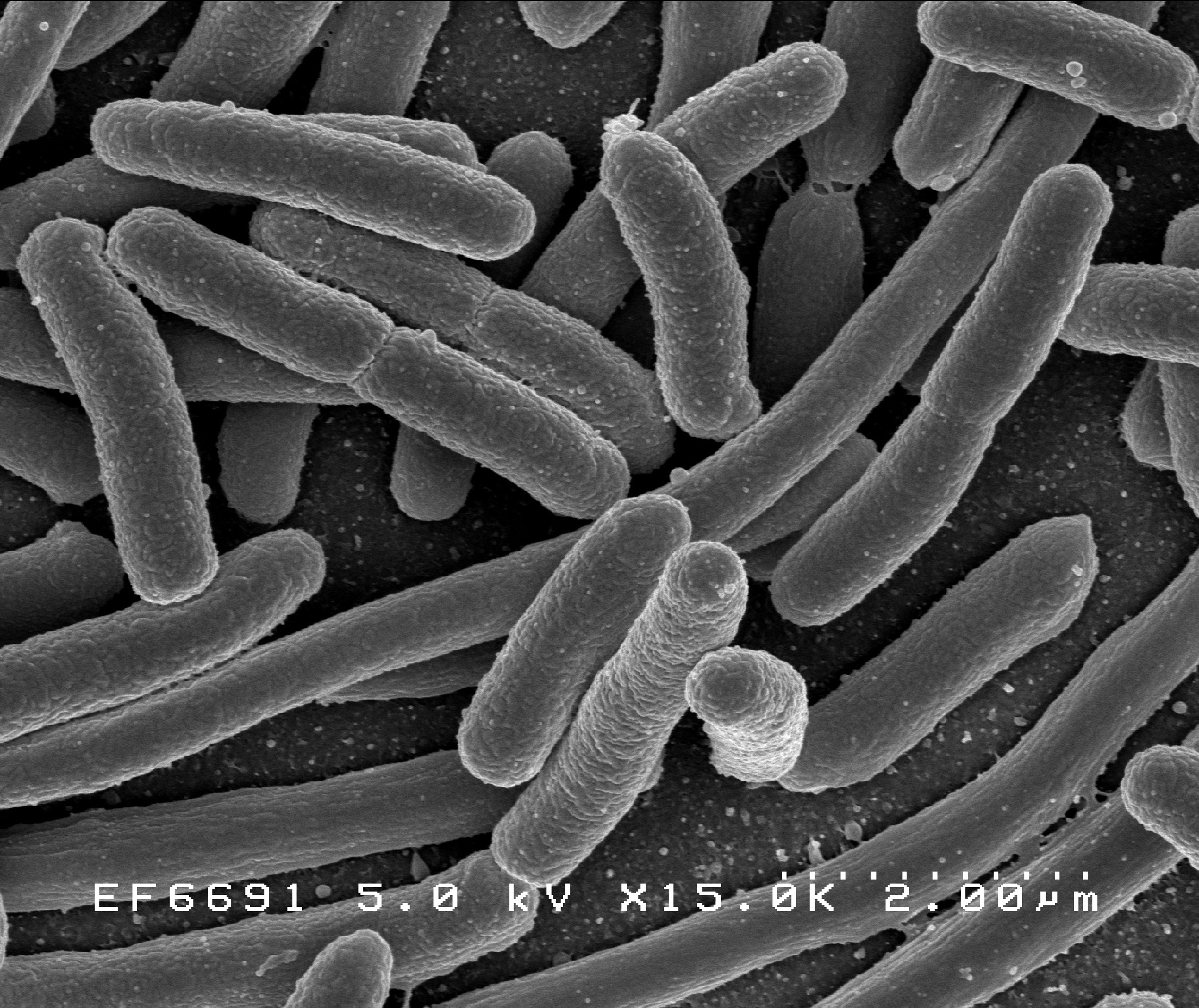
Beispiel aus der Bakteriologie:
Escherichia coli, einer der wichtigsten Modellorganismen der Mikrobiologie (Sekundärelektronenmikroskopie)

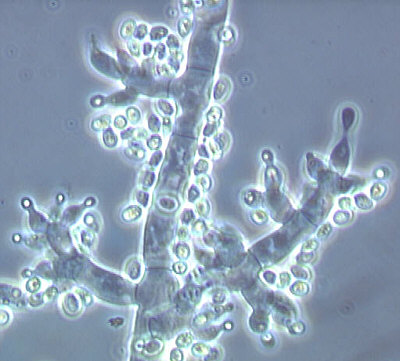
Beispiel aus der Mykologie:
Konidiophoren mit Konidien von Trichoderma fertile. Der Pilz baut biotische Polymere in Böden ab.
(Phasenkontrast-Lichtmikroskopie)

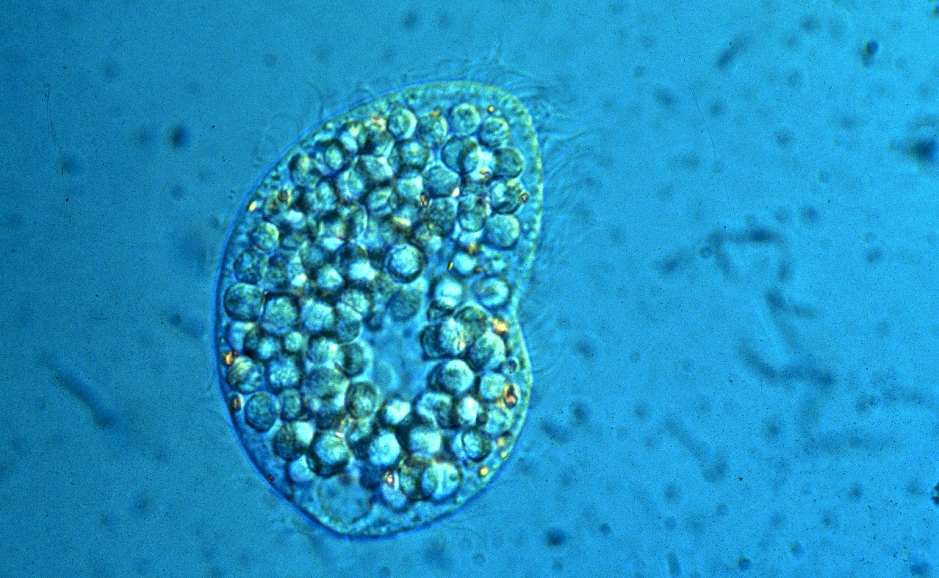
Beispiel aus der Protozoologie:
Colpoda inflata, ein Vertreter der Bodenprotozoen, der sich von Bakterien ernährt und das Nährstoffmilieu in Böden beeinflusst

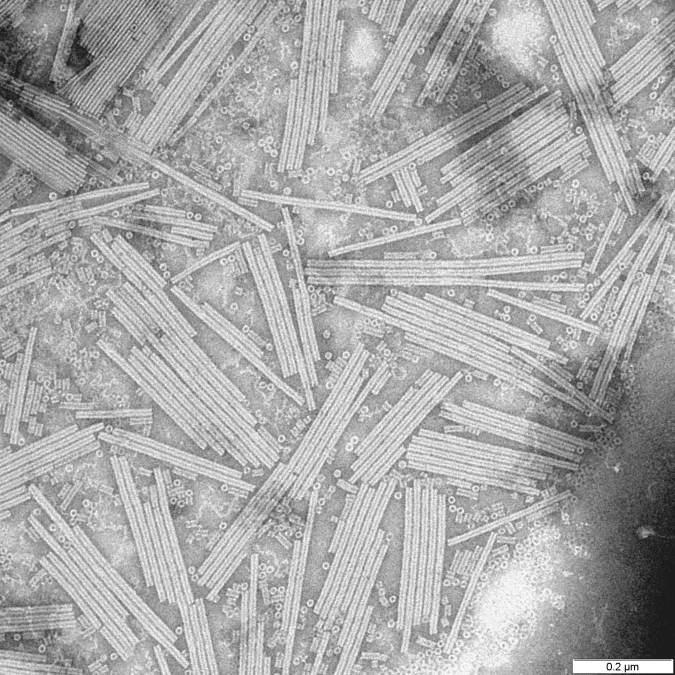
Beispiel aus der Virologie:
Tabakmosaikvirus, der Erreger der Mosaikkrankheit bei Tabakpflanzen (Transmissionselektronenmikroskopie, Negativdarstellung)

Mikrobiologie (zusammengesetzt aus altgriechisch μικρός mikrós „klein“, und „Biologie“) ist die Wissenschaft und Lehre von den Mikroorganismen, also Lebewesen, die als Individuen nicht mit bloßem Auge erkannt werden können: Archaeen, Bakterien, Pilze, Protozoen (Urtierchen) und ein- und wenigzellige Algen (Mikroalgen), sowie von den  Viren, die nicht als Lebewesen gelten. Die Mikrobiologie ist ein Teilgebiet der Biologie und der Medizin.

## Teilgebiete
Die Mikrobiologie wird nach verschiedenen Gesichtspunkten in Spezialgebiete unterteilt. Die Einteilung richtet sich nach der Anwendung in anderen Disziplinen (z. B. Medizinische Mikrobiologie, Lebensmittelmikrobiologie, Technische Mikrobiologie), nach dem Lebensraum der Mikroorganismen (Geomikrobiologie, Meeresmikrobiologie, Bodenmikrobiologie) oder nach den behandelten Mikroorganismengruppen:
- Bakteriologie, die Wissenschaft und Lehre von den Bakterien
- Mykologie, die Wissenschaft und Lehre von den Pilzen
- Protozoologie, die Wissenschaft und Lehre von den Urtierchen
- Virologie, die Wissenschaft und Lehre von den Viren

Die Zugehörigkeit der Viren zu den Lebewesen und damit zu den Mikroorganismen ist in der Biologie umstritten. Meist werden Viren nicht zu den Lebewesen gezählt oder sie gelten als Grenzform des Lebens. Dieser unklare Status ändert nichts daran, dass Mikrobiologen auch Viren erforschen. Deshalb ist die Virologie als Teilgebiet der Mikrobiologie anzusehen.

## Methoden
In der Mikrobiologie werden Methoden der Zytologie (Wissenschaft und Lehre von den Zellen), der Genetik, der Biochemie, der Ökologie und der Systematik eingesetzt. Wegen der geringen Größe der Mikroorganismen spielen Mikroskopie und Methoden zu ihrer Kultivierung eine bedeutende Rolle.

## Anwendung
Die Mikrobiologie und ihre Ergebnisse werden unter anderem in der Biotechnologie einschließlich Lebensmitteltechnologie, Abfalltechnik, Materialtechnik, Medizin (insbesondere das Mikrobiom und Infektionskrankheiten) und mikrobiologischen Forensik angewendet. Zudem sind Mikroorganismen hervorragend geeignet als Modellorganismen in der genetischen Forschung, da sie relativ kleine, überschaubare Genome besitzen und leicht in sehr großer Individuenzahl untersucht werden können.

## Geschichte
Die mikrobiologische Forschung begann mit dem Einsatz von Mikroskopen zur Untersuchung vielfältiger kleiner Lebewesen und Gegenstände durch Robert Hooke im Auftrag der Royal Society und vor allem der erstmaligen Entdeckung mehrerer Mikroorganismen durch den Privatgelehrten und Tuchhändler Antoni van Leeuwenhoek (etwa 1665–1670). Beide waren unter den Ersten, die brauchbare Mikroskope (erfunden zwischen 1590 und 1610) als unentbehrliche Voraussetzung für die Entwicklung der Mikrobiologie konstruierten. Im 19. Jahrhundert waren weitere Anschübe für die entstehende Mikrobiologie die Entdeckung der Hefegärungspilze 1837, im selben Jahr die eines Pilzes durch Agostino Bassi als Erreger einer Seidenraupenkrankheit. In der Mitte des 19. Jahrhunderts wurden dann fadenförmige Stäbchen im Blut von an Milzbrand erkrankten Schafen und Kühen gefunden.
Weitere wichtige Grundlagen, neben der zunehmend sich verbreitenden Erkenntnis, dass lebende Krankheitserreger das Contagium animatum von Infektionskrankheiten sind, lieferten die Forschungen von Louis Pasteur (1822–1895), der 1864 die Grundlagen für das Verfahren der Pasteurisierung schuf: Durch kurzzeitiges Erhitzen von Nahrungsmitteln wird die Gärung verhindert und damit die Haltbarkeit der Lebensmittel erhöht. Darüber hinaus widerlegte Pasteur die bis dahin gültige Theorie von der Urzeugung, die seit der Antike von einer spontanen Entstehung von Mikroorganismen aus unbelebter Materie ausging.
Die medizinische Mikrobiologie wurde maßgeblich gefördert durch die Arbeit des Berliner Bakteriologen Robert Koch (1843–1910), der als Erster systematisch nach Mikroorganismen suchte, die Krankheiten auslösen, und diesen Zusammenhang mit der Entdeckung des Tuberkuloseerregers (Mycobacterium tuberculosis) bewies. Außerdem verdankt ihm die Mikrobiologie die Einführung fester Nährmedien zur Kultivierung von Mikroorganismen. Koch verwendete dazu zunächst Kartoffelscheiben, später nutzte er Gelatine, um flüssige Nährmedien zu verfestigen, und schließlich führte er den Agar als Mittel zur Verfestigung von Nährmedien ein.